# Chopardiella poulaini
Chopardiella poulaini är en bönsyrseart som beskrevs av Atilio Lombardo och Agabiti 2001. Chopardiella poulaini ingår i släktet Chopardiella och familjen Mantidae. Inga underarter finns listade i Catalogue of Life.